# フランシスコ・ボルハ
聖フランシスコ・デ・ボルハ（西: San Francisco de Borja, 1510年10月28日 - 1572年9月30日）は、16世紀スペインの貴族、軍人、政治家、聖職者。イエズス会士。第3代イエズス会総長。カトリック教会の聖人で祝日は10月10日。象徴は帝冠を被った頭骨。地震に対する守護聖人。

## 生涯

### 幼少期
1510年、バレンシア王国のガンディア近郊でボルジア家出身の第3代ガンディア公フアン・ボルハ（フアン・ボルジア）とアラゴン王女フアナの長男として生まれた。
母方の祖父でサラゴサ大司教とバレンシア大司教のアロンソ・デ・アラゴン（またはアルフォンソ・デ・アラゴン）は、アラゴン王フェルナンド2世と愛妾アルドンサ・ルイス・デ・イボッラ・イ・アレマニの庶子であった。また、父は若死にした同名の第2代ガンディア公フアン・ボルジアの長男でローマ教皇アレクサンデル6世の孫である事から、フランシスコはアレクサンデル6世の曾孫にあたる。父は2度の結婚でフランシスコを含む13人の子（または17人。庶子が1人いたとも）を儲け、長男フランシスコは後継者として定められ、6人の弟のうち1人はカタルーニャ副王、残りの5人は聖職者に育てられた。
小さい頃から信仰深かったフランシスコは聖職者になりたいという望みを抱きながら、将来を心配した父から乗馬・狩猟・武術を勧められ田舎生活を送っていたが、1520年に衝撃的な出来事が2つ起こりそれまでの生活に別れを告げた。1つは母の死で、ショックを受けたフランシスコは自室に閉じこもり自分を責めた。もう1つはコムネロスの反乱で、戦闘の余波がガンディアにもおよんだため父や家族と共にガンディアを離れ、母方の伯父のサラゴサ大司教フアン・デ・アラゴンに引き取られ、3年にわたり騎士・廷臣として文武両道の教育を受けて成長した。
1523年、13歳のフランシスコは父の意向でトルデシリャスへ赴いた。ここではフランシスコの母方の大叔母に当たるカスティーリャ女王フアナが幽閉され、娘でフランシスコの従叔母に当たるカタリナと一緒に過ごしていた。フランシスコはカタリナに小姓として仕え、2年後の1525年にカタリナがポルトガル王ジョアン3世に嫁ぐと父の命令でサラゴサへ戻り、修辞学と哲学を修めた。1528年にカタリナの兄でフランシスコには従叔父に当たる神聖ローマ皇帝兼スペイン王カール5世の宮廷へ出仕する頃には、美貌と騎士としての力強さおよび謙虚さを兼ね備えた若者になっていた。

### 宮廷へ出仕
家族に宮廷へ送り込まれるとそこで頭角を現し、皇帝カール5世と皇后イサベルの目に留まり、1529年9月にマドリードでポルトガル貴族の婦人で皇后の女官でもあるレオノール・デ・カストロ・メロ・エ・メネゼスと結婚した。外国人と息子の結婚を嫌う父の反対に遭ったが、皇帝の執り成しで結婚の同意を得られ、2人の間には8子が生まれた。続いて皇帝夫妻から恩寵が与えられ、フランシスコは皇帝からロンベイ侯爵および王室狩猟長、皇后からは自分の馬術教師に任命され、夫婦そろって皇帝夫妻の友人として重用された。更に1530年、カール5世が外国へ行く時にフェリペ王太子（後のスペイン王フェリペ2世）の個人教師と皇室執事にも任命されている。
この頃、異端の疑いで異端審問所により投獄されたイグナチオ・デ・ロヨラと出会い、会話したという。フランシスコは仕事が忙しくなり、ロヨラのことはさほど印象に残らなかったが、ロヨラは釈放された後イエズス会を立ち上げることになる。
昼夜を問わず皇帝の館へ出入りする許可を与えられたフランシスコは多忙になり、皇帝に同行して幾度も従軍し、1535年のチュニス征服に従軍した際、マラリアに罹り長期間病床から離れられなかった。翌1536年7月にフランス南部プロヴァンスへの遠征（第四次イタリア戦争）にも従軍したが負け戦に終わっただけでなく、友人ガルシラソ・デ・ラ・ベーガを失う痛手も負った。これとは別に皇帝の国内巡行に同行、皇帝に代わり学問に打ち込み、アロンソ・デ・サンタ＝クルスの講義を受けてその知識を皇帝へ伝達する役目もこなし、全力で主君に尽くした結果、再度重病に倒れる羽目に陥った。
病気から回復した1539年、亡くなった皇后の葬儀を取り仕切り、葬儀の先頭に立つ王太子と共に遺体を警護して妻と共に埋葬地グラナダへ向かった。フランシスコはそこで、美しかった皇后でも命を失えば儚く崩れていく様を見て「2度と命ある君主に仕えまい」と決め、隠棲を考え始めた。しかし、まだ若い貴族だった彼は皇帝からカタルーニャの副王に命じられ、4年間よく同地を治めた。ここでは盗賊と反抗的なアラゴン貴族や不正を働く官僚達を厳しく取り締まり、防衛強化と治安維持に努力した。カタルーニャ住民には好意を持たず、住民からも厳格な統治をあまり受け入れられなかったが、皇帝からの信頼は深まり財政援助のためサンティアゴ騎士団の領土を分与、騎士団幹部に任命された。
副王在任中の1541年4月17日、ロヨラはイエズス会初代総長に選ばれた。彼が派遣した宣教師の1人アントニオ・アラオスがバルセロナに下船、イエズス会支援を説得されたフランシスコはイエズス会士を歓迎、ロヨラと文通を交わし、イエズス会との関係がこの時期から始まった。
1542年12月17日に父が亡くなるとガンディア公位を継承したが、翌1543年4月にバルセロナで滞在中のカール5世へカタルーニャ副王辞任を申し出た。故郷へ戻ることを希望していたフランシスコに対して皇帝は辞任を承諾したが、王太子の結婚相手であるマリア・マヌエラの家令に任じ、妻と2人の娘も女官に任命したため、一家はなかなか故郷へ戻れなかった。1545年にマリア・マヌエラが没したことを契機に妻子と共に故郷へ隠棲し、土地管理と領民の動向に気を配りつつ祈りの毎日を過ごすようになった。そこで、スペインを訪れていたピエール・ファーヴルとアラオスに出会い、イエズス会の精神に大きな魅力を感じた。一方、1542年に疲労で隠遁を考え始めた皇帝から内心を打ち明けられたりもしている。

### イエズス会に入会
1546年5月27日に妻が死ぬと、フランシスコは世俗の生活を捨てて修道者となる事を決意し、イエズス会への入会を願った。公爵としての立場上すぐに決意を公表出来ないため、6月2日に秘密裡に入会した彼はロヨラと相談の上できちんと身辺整理をし、神学の勉強に専念しつつ普段の生活もこなし、1548年に正式に入会宣言したのを手始めに長男カルロスを貴族の女性と結婚させ、他の子供達の進路と縁組も纏めた。イエズス会最初の大学としてガンディア大学設立にこぎ着け、貧しい学生への奨学金・住居提供とムーア人やユダヤ人への教育支援もカトリックへの改宗を期待した上で与えた。
1550年に次男フアンと従者を連れてローマを訪問、行く先々で熱烈な歓迎を受けた後にスペインへ戻った。そして翌1551年5月23日、聖職者叙階で司祭となり、カール5世の了解を取り付けた上でガンディア公位をカルロスへ譲り、自らは聖職者として第2の人生を歩み出した。なおローマ訪問の時、イエズス会士養成機関でありロヨラが創設したローマ学院（またはコッレギウム・ロマヌム、現在のグレゴリアン大学）へ私財を寄付、財政面での支援者となった。
フランシスコは高貴な一族の出身で、有能であり、ヨーロッパ中にその名が知れ渡っていた為、1552年に教皇ユリウス3世から枢機卿の授与が打診されたがこれを拒み、無名の巡回説教師として生きたいと望んだ。だが、もって生まれたリーダーとしての資質は隠せず、周りの人々は彼に指導的立場に立つよう求めた。1553年、かつて仕えていたポルトガル王妃カタリナとジョアン3世の要請で王宮説教師に迎えられ、翌1554年と1555年の2度にわたり、トルデシリャスに幽閉中のフアナの看護に尽くした。また1554年、フランシスコはロヨラの指示でスペインとポルトガルでの総長代理となり、多くの学校と修練院を開設しイエズス会普及に尽力した一方、王太子と妹でスペイン摂政フアナからの信頼も獲得、教皇パウルス4世とカール5世の対立で板挟みに苦しみ、1556年のロヨラ死去に伴うイエズス会の危機、同年のカール5世の退位など問題が重なったが、1558年に第2代総長ディエゴ・ライネスが選出、ユステ修道院へ隠遁したカール5世から変わらぬ信頼を保ち、引き続きスペイン・ポルトガルの活動に邁進していった。
1558年に死去したカール5世の臨終に立ち会い、遺言執行人に指名され追悼演説も行い、順調に進んだかに見えたフランシスコの人生は翌1559年になると暗転した。これはスペインの度が過ぎた国粋主義と異端審問のイエズス会に対する反感が原因であり、かつて親交のあったアラオスもフランシスコがスペインの総長代理になったことに怒り、スペイン宮廷に取り入り国粋主義を煽ったためフランシスコとヘロニモ・ナダールはスペイン王に即位したフェリペ2世のスペイン人イエズス会士の出国禁止などの理不尽な命令や異端審問の弾圧に苦しめられた。1548年と1550年に書いたフランシスコの信仰に関する本は異端審問所により禁書目録に挙げられた上焚書にされ、異端審問所に監禁されたトレド大司教バルトロメ・カランサに同情したことも災いし、身の危険を感じたフランシスコは一旦ポルトガルへ亡命、2年後の1561年に教皇ピウス4世からフランシスコのローマへの召喚命令を受け取っていたライネスの要請を口実にローマへ亡命した。

### 総長に就任、列聖へ
ローマに辿り着いた時ライネスは初めフランスでカトリーヌ・ド・メディシスがカトリックとプロテスタント和解のため召集したポワシー会談に参加、次いでイタリアでトリエント公会議に出席していたため不在で、総長代理として4年間務め、1565年1月19日にライネスが亡くなると7月2日の総会でライネスの後を継いで第3代イエズス会総長に選出された。
フランシスコの総長在任期は翌1566年に選出された教皇ピウス5世の在位（1566年 - 1572年）とほぼ同じで、ピウス5世の協力の下でイエズス会の会則を追加した。他にも様々な事業の整備・追加も手掛け、ローマ学院の基盤強化と修道士の教育に尽力、ローマ学院を総長の本拠地に定め、授業計画に第一課程・第二課程の学課も決めた。またイエズス会へ用地取得資金を与え、アレッサンドロ・ファルネーゼ枢機卿が進めたジェズ教会建立を後押しした。これと並行して会の各支部に修練院を設け、1567年にローマの丘（クイリナーレ）にローマ修練院を開設、ここから熱烈な伝道者が輩出した。こうしてフランシスコの総長在任期でイエズス会は進展を遂げ、彼は第二の創設者と呼ばれることになった。会員の数も増加しロヨラ死去の時点で1000名だった人数はフランシスコの下で4000名に増加、それぞれ各地の修道院へ配属された。
更に海外宣教、特にアメリカ大陸伝道を推進、ローマ学院で養成された多くの宣教師は世界各地へと赴いた。南北アメリカへ派遣された宣教師達は明暗が分かれ、1566年から1572年にかけてスペインからフロリダ半島へ派遣された遠征隊に同行したイエズス会士は、現地でインディアンに妨害されたり殺されたりして成果を挙げられなかったが、北アメリカの難航を見た宣教師達が南アメリカへ宣教先変更をフランシスコへ進言したため、イエズス会士は1568年にペルーへ、1572年にメキシコへ派遣された。ペルーはフランシスコが宣教に期待を寄せていたホセ・デ・アコスタら優秀な人材が現地の先住民の生活改善と布教に努力し言葉を翻訳、教会・学校などインフラ整備で成果を挙げ、メキシコのほかエクアドル（1586年）、コロンビア（1589年）、チリ（1593年）などフランシスコの死後新しい管区が開かれていった。フランシスコは海外宣教師へ宛てた文書で改宗者を注意深く教育することについて指摘、ピウス5世への提案に海外宣教活動を枢機卿からなる中央委員会に置くことを勧め、1622年の布教聖省（福音宣教省）設置に結実した。
1570年にオスマン帝国のヨーロッパ遠征隊派遣に対抗してカトリック諸国結集を計画したピウス5世は、教皇特使を各国へ派遣することを決め、フランシスコを随行者に選んだ。フランシスコは病気で健康面に不安を抱えていたが、承諾して1571年6月30日に使節団に加わって出発した。
スペインでは、かつて統治していたカタルーニャで昔と違い住民に歓迎され、異端審問所は禁書に指定していたフランシスコの本を公刊、バレンシアでも家族に迎えられた。スペインも対オスマン帝国同盟に賛成し、使節任務は進展した。しかしポルトガルは王位継承問題に直面、フランシスコはセバスティアン1世とフランス王女マルグリットの結婚を勧め、1572年に病気のため使節団に遅れてフランスを訪問したが、既にマルグリットはナバラ王エンリケ3世（後のフランス王アンリ4世）と結婚することが決まっていたため、フランスを対オスマン帝国同盟にも入れられず交渉は不首尾に終わった。使節と別れた後に冬の寒さで病状が悪化、心配したサヴォイア公エマヌエーレ・フィリベルトや又従兄に当たるフェラーラ公アルフォンソ2世の配慮で駕籠や船に乗せられイタリアへ運ばれ、ローマに帰還した時は瀕死の状態で、2日後の9月30日に兄弟トマスやイエズス会の仲間達に見守られる中、自分の子供や孫達に祝福を授け、ローマで亡くなった。61歳だった。
埋葬された遺体は1617年にジェズ教会へ移されたが、フランシスコの孫でスペイン王フェリペ3世の寵臣のレルマ公フランシスコ・デ・サンドバル・イ・ロハスの要請で、1624年に片腕だけジェズ教会に残してマドリードでレルマ公が建立した教会へ移葬、教皇ウルバヌス8世に列福された。47年後の1671年に教皇クレメンス10世により列聖された。
フランシスコの死から半年後の1573年4月12日に総会が開かれたが、総長が3代続けてスペイン人だったことでスペイン人会士に対する他の外国人会士の反感が高まり、ピウス5世の死後選出された教皇グレゴリウス13世やポルトガル王家も総長選挙に介入、紆余曲折の末4月23日に非スペイン人でベルギー人会士のエヴェラール・メルキュリアンが第4代総長に選出された。以後メルキュリアンとイタリア人の第5代総長クラウディオ・アクアヴィーヴァはイエズス会の更なる組織整備・発展に尽くし、会士にロヨラの精神の再確認を呼びかけ、教育法規の制定で学習カリキュラムを明確な形で纏め、イエズス会をスペイン一辺倒から国際色豊かな組織に作り替えた。スペイン国粋主義と異端審問の圧力にも屈せず、イエズス会士を13000人にもおよぶ組織に成長させていった。

## 人物
幼少期からの敬虔さは両親から心配されるほどだったが、行き届いた教育で優れた騎士としての技量も身に着けた。謙虚な性格で世俗よりも精神的な目標に関心を向けていたが、若い貴族の時期は任務に忠実で、カタルーニャ統治に見られるように厳格・傲慢さも垣間見えていた。しかし厳しい苦行を自らに課したことでそうした激情を制御出来たと語り、責任感と信仰で抑制されていった。1550年のローマ訪問でボルジア家の悪名とフランシスコの謙虚さが対照的に見られ、多くの人々からの注目を浴びた。
また冗談好きの一面も見られ、カール5世に宛てた手紙で異常な肥満体だった自分自身をからかった文を書いたり、イエズス会が修練士の入会を拒んだ時に「公爵として生まれたことについて心から感謝する。何故なら、会の上長者たちをして私を受け入れる気にならせたものは、私には他には何一つなかったからである！」と公然と発言したりしていた。
1551年11月15日にミサを行った際に大勢の列席者が詰めかけ、フランシスコの説教はカスティーリャ語で聴衆はバスク語しか理解出来ないはずだったが、次第に聴衆は感動の渦に引き込まれて泣き出した。理由は「自分らの体内に神の啓示を感じ、その声は自分らまでは届かなかったのに、説教師の言葉を分からせてくれる無言の言葉をそこで聞いた」と答えたと言う。庶民からの人気は絶大で、スペインで民衆や神秘家として名高いアビラのテレサに意見を求められたほか、1571年のヨーロッパ諸国訪問でも行く先々でフランシスコの評判を聞いた群衆が詰めかけるほどだった。

## 子女
レオノールとの間に8人の子を儲け、彼女の死後フランシスコは子供達の進路と縁組を定め、イエズス会へ入会した。
- カルロス（1530年 - 1592年） - 第5代ガンディア公
- イサベル（1532年 - 1566年） - デニア侯フランシスコ・ゴメス・デ・サンドバル・イ・スニガ（スペイン語版）と結婚
- フアン（英語版）（1533年 - 1606年） - 初代マヤルデ伯、ポルトガル副王
- アルバロ（1535年 - 1580年） - 駐教皇庁大使
- フアナ（1535年 - 1575年） - アルカニス侯フアン・エンリケス・デ・アルマンサ・イ・ロハスと結婚
- フェルナンド（1537年 - 1587年） - カラトラバ騎士団の騎士
- ドロテア（1538年 - 1552年） - ガンディアのサンタ・クララ修道院（英語版）修道女
- アルフォンソ（1539年 - 1593年） - 皇帝侍従

子孫にフェリペ3世の寵臣として知られるレルマ公フランシスコ・デ・サンドバル・イ・ロハス（外孫、イサベルとデニア侯の息子）、ポルトガル王ジョアン4世妃ルイサ・デ・グスマン（玄孫、レルマ公の外孫）、ビジャエルモサ公でカタルーニャ副王を務めたカルロス・デ・アラゴン・デ・グレア・イ・デ・ボルハ（フアンの子孫）がいる。
またフアンの息子フランシスコ・デ・ボルハ・イ・アラゴンはペルー副王、フェルナンドの息子フアン・ブエナベントゥラ・デ・ボルハ・イ・アルメンディアはヌエバ・グラナダ総督を務め、アメリカ植民地の行政・教育の発展とイエズス会やドミニコ会が運営するコレヒオ（大学の前哨）の設立など植民地支配に深く関与した。カルロスの孫ガスパール・デ・ボルハ・イ・ベラスコはナポリ副王を務めた。
19世紀スペインの画家フランシスコ・デ・ゴヤのパトロンの1人だったオスーナ公爵ペドロ・テレス＝ヒロン夫人マリア・ホセファ・ピメンテルも子孫で、彼女が先祖の聖フランシスコ・ボルハをゴヤに描かせた作品『悔悛しない瀕死の病人に付き添う聖フランシスコ・ボルハ』はバレンシア大聖堂内部のボルハ家礼拝堂に飾られている。

## ボルジア家家系図
|           |           |           |           |                                    |                                    |                                    |                                    |                                    |                                    |              |              |              |              |          |          |            |            |            |            |            |            |                        |                        |                        |                        |                        |                        |                 |                 |                 |                 |              |              |                                                   |                                                   |                                                   |                                                   |                                                   |                                                   |                   |                   |                   |                   |        |        |        |        |                |                |                |                |                |                |    |    |    |    |  |  |  |  |  |  |
|           |           |           |           |                                    |                                    |                                    |                                    |                                    |                                    |              |              |              |              |          |          |            |            |            |            |            |            |                        |                        |                        |                        |                        |                        |                 |                 |                 |                 |              |              |                                                   |                                                   |                                                   |                                                   |                                                   |                                                   |                   |                   |                   |                   |        |        |        |        |                |                |                |                |                |                |    |    |    |    |  |  |  |  |  |  |
|           |           |           |           |                                    |                                    |                                    |                                    |                                    |                                    |              |              |              |              |          |          |            |            |            |            |            |            |                        |                        |                        |                        | カリストゥス3世        | カリストゥス3世        | カリストゥス3世 | カリストゥス3世 | カリストゥス3世 | カリストゥス3世 |              |              | イサベル ルガール・イ・トーレ・デ・カナルス女領主 | イサベル ルガール・イ・トーレ・デ・カナルス女領主 | イサベル ルガール・イ・トーレ・デ・カナルス女領主 | イサベル ルガール・イ・トーレ・デ・カナルス女領主 | イサベル ルガール・イ・トーレ・デ・カナルス女領主 | イサベル ルガール・イ・トーレ・デ・カナルス女領主 |                   |                   | ホフレ            | ホフレ            | ホフレ | ホフレ | ホフレ | ホフレ |                |                |                |                |                |                |    |    |    |    |  |  |  |  |  |  |
|           |           |           |           |                                    |                                    |                                    |                                    |                                    |                                    |              |              |              |              |          |          |            |            |            |            |            |            |                        |                        |                        |                        | カリストゥス3世        | カリストゥス3世        | カリストゥス3世 | カリストゥス3世 | カリストゥス3世 | カリストゥス3世 |              |              | イサベル ルガール・イ・トーレ・デ・カナルス女領主 | イサベル ルガール・イ・トーレ・デ・カナルス女領主 | イサベル ルガール・イ・トーレ・デ・カナルス女領主 | イサベル ルガール・イ・トーレ・デ・カナルス女領主 | イサベル ルガール・イ・トーレ・デ・カナルス女領主 | イサベル ルガール・イ・トーレ・デ・カナルス女領主 |                   |                   | ホフレ            | ホフレ            | ホフレ | ホフレ | ホフレ | ホフレ |                |                |                |                |                |                |    |    |    |    |  |  |  |  |  |  |
|           |           |           |           |                                    |                                    |                                    |                                    |                                    |                                    |              |              |              |              |          |          |            |            |            |            |            |            |                        |                        |                        |                        |                        |                        |                 |                 |                 |                 |              |              |                                                   |                                                   |                                                   |                                                   |                                                   |                                                   |                   |                   |                   |                   |        |        |        |        |                |                |                |                |                |                |    |    |    |    |  |  |  |  |  |  |
|           |           |           |           |                                    |                                    |                                    |                                    |                                    |                                    |              |              |              |              |          |          |            |            |            |            |            |            | ヴァノッツァ・カタネイ | ヴァノッツァ・カタネイ | ヴァノッツァ・カタネイ | ヴァノッツァ・カタネイ | ヴァノッツァ・カタネイ | ヴァノッツァ・カタネイ |                 |                 |                 |                 |              |              |                                                   |                                                   |                                                   |                                                   | アレクサンデル6世                                 | アレクサンデル6世                                 | アレクサンデル6世 | アレクサンデル6世 | アレクサンデル6世 | アレクサンデル6世 |        |        |        |        |                |                |                |                | 女             | 女             | 女 | 女 | 女 | 女 |  |  |  |  |  |  |
|           |           |           |           |                                    |                                    |                                    |                                    |                                    |                                    |              |              |              |              |          |          |            |            |            |            |            |            | ヴァノッツァ・カタネイ | ヴァノッツァ・カタネイ | ヴァノッツァ・カタネイ | ヴァノッツァ・カタネイ | ヴァノッツァ・カタネイ | ヴァノッツァ・カタネイ |                 |                 |                 |                 |              |              |                                                   |                                                   |                                                   |                                                   | アレクサンデル6世                                 | アレクサンデル6世                                 | アレクサンデル6世 | アレクサンデル6世 | アレクサンデル6世 | アレクサンデル6世 |        |        |        |        |                |                |                |                | 女             | 女             | 女 | 女 | 女 | 女 |  |  |  |  |  |  |
|           |           |           |           |                                    |                                    |                                    |                                    |                                    |                                    |              |              |              |              |          |          |            |            |            |            |            |            |                        |                        |                        |                        |                        |                        |                 |                 |                 |                 |              |              |                                                   |                                                   |                                                   |                                                   |                                                   |                                                   |                   |                   |                   |                   |        |        |        |        |                |                |                |                |                |                |    |    |    |    |  |  |  |  |  |  |
|           |           |           |           |                                    |                                    |                                    |                                    |                                    |                                    |              |              |              |              |          |          |            |            |            |            |            |            |                        |                        |                        |                        |                        |                        |                 |                 |                 |                 |              |              |                                                   |                                                   |                                                   |                                                   |                                                   |                                                   |                   |                   |                   |                   |        |        |        |        |                |                |                |                |                |                |    |    |    |    |  |  |  |  |  |  |
| フアン3世 | フアン3世 | フアン3世 | フアン3世 | フアン3世                          | フアン3世                          |                                    |                                    | シャルロット                       | シャルロット                       | シャルロット | シャルロット | シャルロット | シャルロット |          |          | チェーザレ | チェーザレ | チェーザレ | チェーザレ | チェーザレ | チェーザレ |                        |                        | フアン                 | フアン                 | フアン                 | フアン                 | フアン          | フアン          |                 |                 | ルクレツィア | ルクレツィア | ルクレツィア                                      | ルクレツィア                                      | ルクレツィア                                      | ルクレツィア                                      |                                                   |                                                   | ホフレ            | ホフレ            | ホフレ            | ホフレ            | ホフレ | ホフレ |        |        | ペドロ・ルイス | ペドロ・ルイス | ペドロ・ルイス | ペドロ・ルイス | ペドロ・ルイス | ペドロ・ルイス |    |    |    |    |  |  |  |  |  |  |
| フアン3世 | フアン3世 | フアン3世 | フアン3世 | フアン3世                          | フアン3世                          |                                    |                                    | シャルロット                       | シャルロット                       | シャルロット | シャルロット | シャルロット | シャルロット |          |          | チェーザレ | チェーザレ | チェーザレ | チェーザレ | チェーザレ | チェーザレ |                        |                        | フアン                 | フアン                 | フアン                 | フアン                 | フアン          | フアン          |                 |                 | ルクレツィア | ルクレツィア | ルクレツィア                                      | ルクレツィア                                      | ルクレツィア                                      | ルクレツィア                                      |                                                   |                                                   | ホフレ            | ホフレ            | ホフレ            | ホフレ            | ホフレ | ホフレ |        |        | ペドロ・ルイス | ペドロ・ルイス | ペドロ・ルイス | ペドロ・ルイス | ペドロ・ルイス | ペドロ・ルイス |    |    |    |    |  |  |  |  |  |  |
|           |           |           |           |                                    |                                    |                                    |                                    |                                    |                                    |              |              |              |              |          |          |            |            |            |            |            |            |                        |                        |                        |                        |                        |                        |                 |                 |                 |                 |              |              |                                                   |                                                   |                                                   |                                                   |                                                   |                                                   |                   |                   |                   |                   |        |        |        |        |                |                |                |                |                |                |    |    |    |    |  |  |  |  |  |  |
|           |           |           |           | フィリップ・ド・ブルボン＝ビュッセ | フィリップ・ド・ブルボン＝ビュッセ | フィリップ・ド・ブルボン＝ビュッセ | フィリップ・ド・ブルボン＝ビュッセ | フィリップ・ド・ブルボン＝ビュッセ | フィリップ・ド・ブルボン＝ビュッセ |              |              | ルイーザ     | ルイーザ     | ルイーザ | ルイーザ | ルイーザ   | ルイーザ   |            |            |            |            |                        |                        | フアン                 | フアン                 | フアン                 | フアン                 | フアン          | フアン          |                 |                 |              |              |                                                   |                                                   |                                                   |                                                   |                                                   |                                                   |                   |                   |                   |                   |        |        |        |        |                |                |                |                |                |                |    |    |    |    |  |  |  |  |  |  |
|           |           |           |           | フィリップ・ド・ブルボン＝ビュッセ | フィリップ・ド・ブルボン＝ビュッセ | フィリップ・ド・ブルボン＝ビュッセ | フィリップ・ド・ブルボン＝ビュッセ | フィリップ・ド・ブルボン＝ビュッセ | フィリップ・ド・ブルボン＝ビュッセ |              |              | ルイーザ     | ルイーザ     | ルイーザ | ルイーザ | ルイーザ   | ルイーザ   |            |            |            |            |                        |                        | フアン                 | フアン                 | フアン                 | フアン                 | フアン          | フアン          |                 |                 |              |              |                                                   |                                                   |                                                   |                                                   |                                                   |                                                   |                   |                   |                   |                   |        |        |        |        |                |                |                |                |                |                |    |    |    |    |  |  |  |  |  |  |
|           |           |           |           |                                    |                                    |                                    |                                    |                                    |                                    |              |              |              |              |          |          |            |            |            |            |            |            |                        |                        |                        |                        |                        |                        |                 |                 |                 |                 |              |              |                                                   |                                                   |                                                   |                                                   |                                                   |                                                   |                   |                   |                   |                   |        |        |        |        |                |                |                |                |                |                |    |    |    |    |  |  |  |  |  |  |
|           |           |           |           |                                    |                                    |                                    |                                    |                                    |                                    |              |              |              |              |          |          |            |            |            |            |            |            |                        |                        | フランシスコ           |                        |                        |                        |                 |                 |                 |                 |              |              |                                                   |                                                   |                                                   |                                                   |                                                   |                                                   |                   |                   |                   |                   |        |        |        |        |                |                |                |                |                |                |    |    |    |    |  |  |  |  |  |  |